# 20 × 125 mm Type 97
La 20 × 125 mm Type 97 è stata una cartuccia per fucile anticarro disegnata e prodotta dall'Impero giapponese a partire dal 1937 appositamente per il Type 97.
Il bossolo in ottone a collo di bottiglia, senza collarino, con una caratteristica fascia in rame subito sopra il fondello, era lungo 125 mm; il diametro del collo o colletto misurava 19,6 mm, il collarino e il fondello misuravano entrambi 30 mm circa. Sul fondello era presente l'innesco a percussione centrale "Berdan". Il bossolo era di solito dotato di un proiettile perforante-tracciante con corpo in acciaio e peso di 159,3 grammi, che una volta sparato generava un'energia di 6.075 kg·m e raggiungeva una velocità iniziale di 865 m/s.
Furono distribuiti altri tipi di proiettili oltre a quello perforante-tracciante:
- ad alto potenziale tracciante (tracciante rosso, carica di ciclonite, detonatore Type 93), nero con una banda gialla e una bianca oppure con una banda rossa, una verde e una bianca;
- ad alto potenziale tracciante con autodistruzione (carica di lancio in ciclonite o anche polvere nera e detonatore Type 100), con colorazione uguale al precedente;
- ad alto potenziale incendiario (detonatore Type 93), nero con una striscia gialla e una rossa
- ad alto potenziale esplosivo-incendiario (ogiva caricata con PETN, corpo con polvere incendiaria), nero con banda rossa.
- ad alto potenziale incendiario-tracciante (detonatore Type 100), nero con strisce rosse, verdi e gialle.

La 20 × 125 mm Type 97 fu utilizzata esclusivamente dal fucile anticarro Type 97, poiché alcune armi da esso sviluppate ebbero bossoli di diversa lunghezza.